# آبشار اسپاهاتس کریک
آبشار اسپاهاتس کریک (به انگلیسی: Spahats Creek Falls) آبشاری است که در کشور کانادا واقع شده‌است و بلندترین ریزشگاه آن ۶۰ متر ارتفاع دارد. حوضهٔ آبریز این آبشار، رود اسپاهاتس کریک است.